# Marcel Bullinga
Marcel Bullinga (Ravenstein, 2 december 1958 - Sint Pancras, 15 april 2019) was een Nederlands publicist, toekomstverkenner, futuroloog en dagvoorzitter. Hij was betrokken bij de oprichting van Digitale Burgerbeweging Nederland in 1994.
In 1994 publiceerde hij voor eigen rekening en risico de eerste Nederlandstalige internetroman Roes der Zinnen. De lezer kon via internet het eerste hoofdstuk op het scherm lezen en/of printen en de andere 25 hoofdstukken bestellen, die op floppy disk werden thuisgestuurd. De site bevatte ook hypermedia foto's van 15 fotografen. 
Marcel Bullinga was een futurist en trendwatcher. Hij maakte jarenlang deel uit van het Trendnetwerk van Trendslator, een netwerk van professionals en experts die er samen voor zorgen dat de verschillende stappen in het creatie- en innovatieproces ononderbroken kunnen worden genomen. En hij maakte geruime tijd deel uit van de Trendrede, een denktank die bestaat uit een groep vooraanstaande toekomstdenkers die burgers, bestuurders en bedrijven jaarlijks uitgelichte paden naar de toekomst laat zien.
In 2019 verscheen kort voor zijn overlijden Iedereen aan de robot : hoe robots onze economie en democratie gaan redden. In deze publikatie laat Marcel Bullinga zien met welke uitdagingen we de komende jaren te maken krijgen en hoe we ervoor kunnen zorgen dat robots bijdragen aan een hoopvolle toekomst.

## Publicaties (selectie)
- Iedereen aan de robot : hoe robots onze economie en democratie gaan redden (Amsterdam : Volt, 2019). ISBN 978-90-21412-79-5
- Welcome to the future cloud : mobile people, green profit & happy countries (Amsterdam : Futurecheck, 2011). ISBN 978-94-91030-02-4
- Het Net, dat ben ik : re de digitale toekomst (Alphen aan den Rijn : Samsom Bedrijfsinformatie, 1997). ISBN 90-14-05566-8
- Spinnen in het digitale web : politieke en maatschappelijke gevolgen van de digitale snelweg (Amsterdam : Instituut voor Publiek en Politiek, 1995). ISBN 90-6473-300-7
- Roes der Zinnen (eigen digitale uitgave: Amsterdam, 1994)
- Tegen-geweld : de VVDM over het bestrijden en voorkomen van geweld in de krijgsmacht [eindred.] (Utrecht : Vereniging van Dienstplichtig Militairen, 1988). ISBN 90-70455-07-2
- Jongensboek : roman (Amsterdam : SUA, 1986). ISBN 90-6222-132-7
- Het leger maakt een man van je : homoseksualiteit, disciplinering en seksueel geweld (Amsterdam : SUA, 1984). ISBN 90-6222-118-1
- Van de liefde kun je niet leven : interviews met hoeren en hoerenjongens (Nijmegen : Stichting Publikaties SOF, 1982). ISBN 90-70536-61-7